# Helmut Leich
Helmut Leich (* 14. Oktober 1919 in Harpen (Bochum); † 25. November 2016 in Bochum) war ein deutscher Fossiliensammler und Paläontologe. 

## Leben und Wirken
Helmut Leich war der Sohn des Karl Leich, Landpfarrer und Heimatforscher in Bochum, der selbst archäologische Funde sammelte.  
Helmut Leich war ab 1946 als Fossiliensammler und Präparator aktiv. Hauptberuflich studierte er Architektur und arbeitete im Vertrieb einer Firma für Preisauszeichnungsgeräte.
Leich ist der Begründer des 1996 eröffneten Fossiliums im Tierpark und Fossilium Bochum, womit er als einer der Ersten in Deutschland eine Verbindung von Zoologischem Garten und Naturkundemuseum schuf. Er trug eine bedeutende Sammlung von Fossilien besonders aus dem Solnhofener Plattenkalk aus dem Jura zusammen, die im Fossilium neben lebenden Tieren präsentiert wird. Von den rund 3000 von ihm in 60 Jahren Sammeltätigkeit präparierten Fossilien schenkte er 1500 dem Fossilium. Zu den Präparaten gehören ein Exemplar des Knochenfischs Asthenocormus titanius, von Quastenflossern, Knochenschmelzschuppenfischen und anderen Fischen, von Brückenechsen, Nautiloiden, Pfeilschwanzkrebsen, Flugsauriern, Schildkröten und Pleurosaurus. Er veröffentlichte auch einen Bildband über seine Funde.
2004 erhielt er die Zittel-Medaille.
Er war seit 1984 ehrenamtlich für den Vorstand des Tierparks Bochum aktiv (besonders in der Aquaristik) und war langjähriges Mitglied des Vorstands des Vereins Bochumer Tierparkfreunde.

## Schriften
- Nach Millionen Jahren ans Licht. Versteinerungen der Jurazeit, Ott Verlag  1968, 1984
- Vor 150 Millionen Jahren : Begleiter zur Fossiliensammlung Helmut Leich im Fossilium des Tierparks Bochum, Bochum, ca. 1996